# Moralia in Job de Valeránica
Las Moralia in Job de Valeránica es un manuscrito iluminado conteniendo el texto de las Moralia sive Expositio in Job de san Gregorio Magno, realizado en el 945 por Florencio de Valeránica, en el monasterio de San Pedro de Berlangas, en Tordómar. Está conservado actualmente a la Biblioteca Nacional de España (Ms.80).

## Contexto histórico
Según el colofón del manuscrito (fol. 500v), se completó al ser copiado e iluminado sobre el 11 de abril de 945 por un tal Florencio en el monasterio de Valeránica antaño situado en el actual término municipal de Tordómar (Burgos). Este copista fue también autor de otros manuscritos influyentes en la iluminación de la época en los reinos de la península ibérica y está en el origen en particular de la Codex biblicus legionensis del 960. El manuscrito se mantuvo posteriormente en la biblioteca de la catedral de Toledo hasta 1869, cuando fue depositado en la Biblioteca Nacional de España. Probablemente fue mientras se conservó en Toledo cuando se añadieron anotaciones árabes al texto.

## Descripción

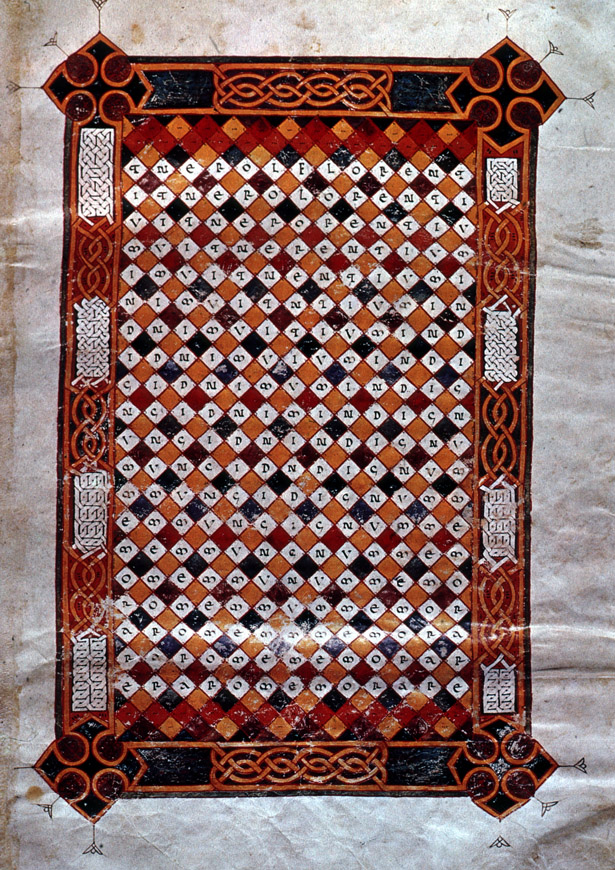
Laberinto conmemorativo, f.32r.

El texto de los Moralia sive Expositio in Job del papa Gregorio I, Magno, fue compuesto para Leandro de Sevilla, obispo en época visigoda. Probablemente esto explique la importancia de estos escritos en la España cristiana.
Probablemente no hubo un modelo típico de ilustraciones para este texto, lo que significa que las iluminaciones del libro acumulan temas de varias fuentes constituyendo una iconografía original. La obra contiene la representación más antigua de la simbología sobre el alfa y el omega que posteriormente tuvo un gran repercursión en la iluminación de los beatos de la época. Igualmente contiene la representación más antigua de Cristo en Majestad que aún se conserva (fol. 2r) en un manuscrito español o incluso una rarísima representación de un pavo real, símbolo cristiano de la inmortalidad y el paraíso.
El manuscrito también contiene un laberinto conmemorativo recogido en las palabras Florentius Indignum Memorare («recordad al indigno Florencio»). Esta cita se repite de tal manera que puede leerse en diferentes sentidos. Este tipo de inscripción se utilizaba en la época en decoraciones arquitectónicas o manuscritos generalmente para conmemorar al encargado de la obra. La originalidad aquí radica en que es el autor del libro a quien se conmemora. La decoración del laberinto aquí recuerda a los pavimentos bizantinos o islámicos.